# Noor Koekelkoren
Noor Koekelkoren (* 6. März 2005 in Löwen) ist eine belgische Hürdenläuferin, die sich auf die 100-Meter-Distanz spezialisiert hat.

## Sportliche Laufbahn
Erste internationale Erfahrungen sammelte Noor Koekelkoren im Jahr 2022, als sie bei den U18-Europameisterschaften in Jerusalem mit 13,55 s im Halbfinale über 100 m Hürden ausschied. 2024 belegte sie bei den U20-Weltmeisterschaften in Lima in 13,53 s den siebten Platz und im Jahr darauf gelangte sie bei den U23-Europameisterschaften in Bergen mit 13,38 s ebenfalls auf Rang sieben.
2025 wurde Koekelkoren belgische Hallenmeisterin im 60-Meter-Hürdenlauf.

## Persönliche Bestleistungen
- 100 m Hürden: 13,03 s (+1,4 m/s), 29. Mai 2025 in Heusden-Zolder
  - 60 m Hürden (Halle): 8,13 s, 2. März 2025 in Gent